# 阿巴埃特河畔圣贡萨洛
阿巴埃特河畔圣贡萨洛是巴西米纳斯吉拉斯州的一个市镇。总面积2687.41平方公里，总人口6156人，人口密度2.3人/平方公里。